# Zygmunt Młynarski

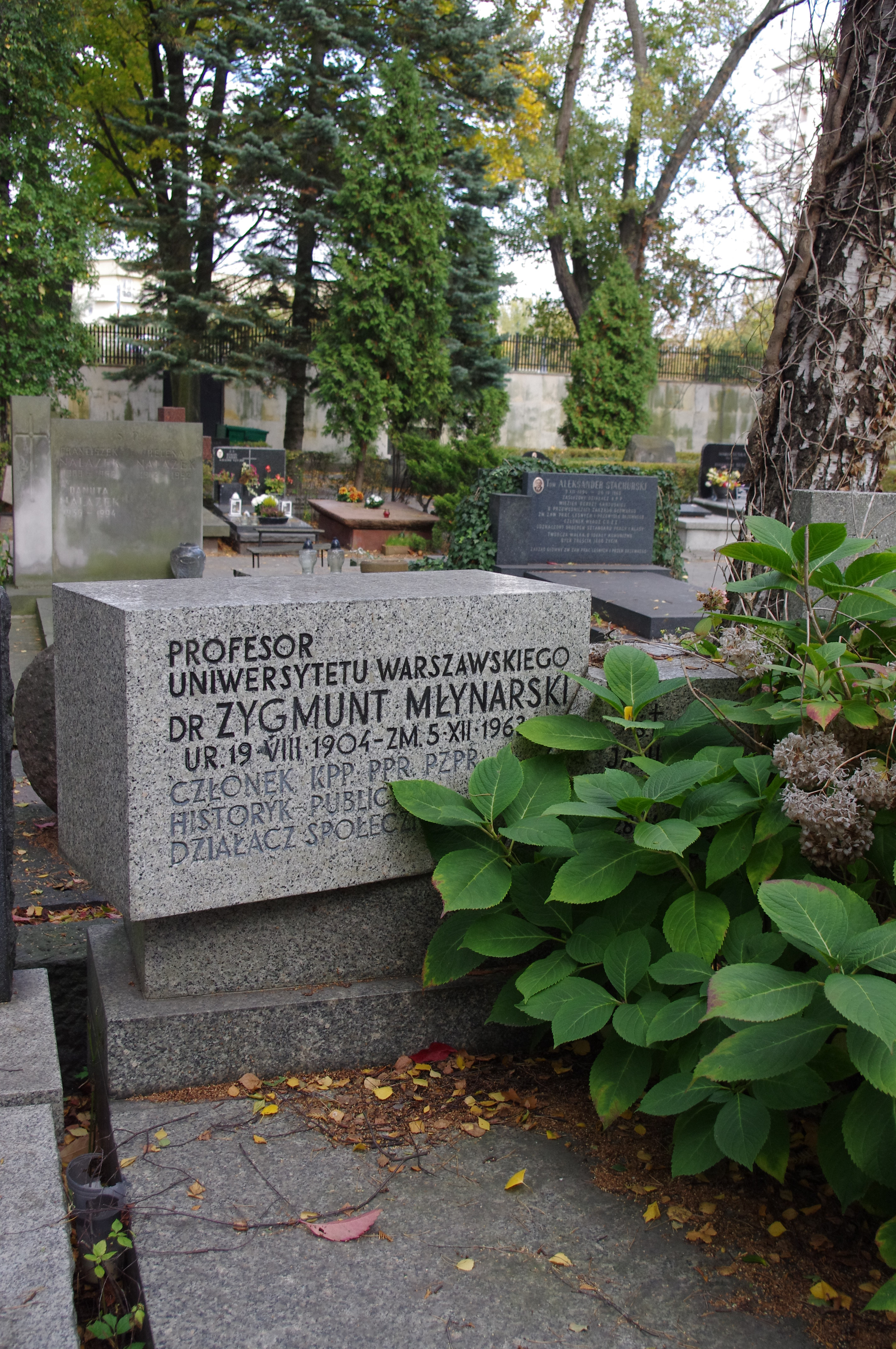
Grób historyka Zygmunta Młynarskiego na Cmentarzu Wojskowym na Powązkach w Warszawie

Zygmunt Młynarski (ur. 19 sierpnia 1904 w Demblinie, zm. 5 grudnia 1963 w Warszawie) – polski historyk, nauczyciel i wykładowca, dyrektor Instytutu Polsko-Radzieckiego (1952–1957).

## Życiorys
U progu niepodległości II RP walczył o Lwów (1919), w wojnie polsko-bolszewickiej (1920) i III powstaniu śląskim (1921). Od 1924 należał do Komunistycznej Partii Polski. Ukończył studia na Uniwersytecie Jagiellońskim, pracował w zawodzie nauczyciela (w latach 1938–1945 w gimnazjum polskim w Rumunii). Po II wojnie światowej należał do PPR i PZPR. W 1950 uzyskał doktorat, a w 1954 tytuł profesora nadzwyczajnego. Był twórcą i dyrektorem Instytutu Polsko-Radzieckiego (1952–1957). W 1954 roku w 10. rocznicę Polski Ludowej odznaczony Krzyżem Oficerskim Orderu Odrodzenia Polski wśród pracowników i działaczy Towarzystwa Przyjaźni Polsko-Radzieckiej. Pochowany na cmentarzu Powązki Wojskowe w Warszawie (kwatera C2-10-3).
W Krakowie do 2017 istniała ulica jego imienia, nowym jej patronem został Marek Nawara.

## Wybrane prace
- Z dziejów polskiej demokracji, „Książka i Wiedza”, Warszawa 1949
- Piotr Łossowski, Zygmunt Młynarski, Rosjanie, Białorusini i Ukraińcy w powstaniu styczniowym, Zakład Narodowy im. Ossolińskich, Wrocław 1959.
- Z. Młynarski, I. Csapláros, Historia prasy czeskiej, słowackiej, węgierskiej i bułgarskiej, Uniwersytet Warszawski, Warszawa 1962.
- Współdziałanie bojowe polskich i rosyjskich mas ludowych, Instytut Historii PAN